# العرض (إب)

تعديل مصدري - تعديل

العرض  إحدى حارات مدينة القاعدة بمحافظة إب، بلغ تعداد سكانها 619 نسمة حسب تعداد اليمن لعام 2004.